# Bram Moolenaar
Bram Moolenaar (Lisse, 1961-3 de agosto de 2023) fue un informático neerlandés, miembro activo de la comunidad del software de código abierto. Fue el autor de Vim, un editor de texto muy conocido entre los desarrolladores y usuarios de software libre.

## Biografía
Bram vivió en los Países Bajos.
Fue Miembro del NLUUG, grupo de usuarios neerlandeses de Unix; Responsable del proyecto A-A-P, una herramienta similar a make; Fundador y tesorero de la fundación ICCF Holland, una pequeña organización humanitaria, que apoya a los proyectos de ayuda a las víctimas del sida en Uganda; y trabajador de Google desde julio de 2006.

## Vim

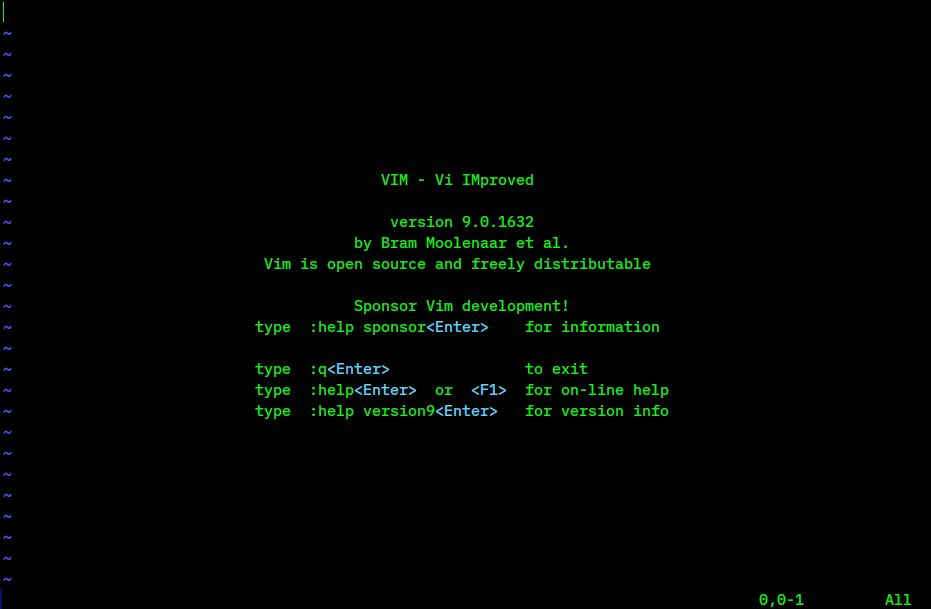
Captura de pantalla de inicio de Vim (editor de texto) 9.0

La primera denominación del editor Vim fue "Vi iMitation" en 1988, aunque posteriormente fue renombrado bajo "Vi Mejorado" y trasladado a otras plataformas. Dado que Vi era un editor muy popular entre programadores y administradores de sistema, era dudoso que la versión mejorada de Bram pudiera equipararse a la versión original. Sin embargo, desde su primer lanzamiento en 1992 para sistemas Unix, Vim ha eclipsado a Vi original, ha ganado numerosos premios y actualmente se le refiere como uno de los editores de texto más populares,